# 卡西利亚斯 (阿维拉省)
卡西利亚斯，是西班牙卡斯蒂利亚-莱昂阿维拉省的一个市镇。 总面积12km2, 总人口818人（2001年），人口密度68人/km2。